# Водоходъ
«Водохо́дъ» (ООО «ВодоходЪ») — крупнейшая круизная компания и туристический оператор России. Основана 18 февраля 2004 года.
Входит в тройку крупнейших компаний российского рынка речных круизов, на 2018 год охватывавших 80 % пассажиропотока. По результатам исследования, проведённого изданием Cruise Market Report в 2020 году, компания «Водоходъ» занимает первое место в России с 33,8 % долей рынка и третье — в Европе. В 2022 году доля «Водохода» в общем пассажиропотоке внутри страны составила около 37,5 %.

## История
Предшественником компании «Водоходъ» является туристический оператор ООО «Волга-Флот-Тур», созданный в 1999 году как дочернее предприятие Волжского пароходства. В 2001 был открыт московский филиал компании «Волга-Флот-Тур», которая организовывала речные круизы для российских и зарубежных туристов. В 2004 московский филиал ООО «Волга-Флот-Тур» был преобразован в самостоятельную компанию ООО «ВодоходЪ», впоследствии объединившую в себе три подразделения Волжского пароходства: «Водоходъ-Санкт-Петербург», самарский филиал «Волга-Флот-Тур» и центральный офис нижегородского «Волга-Флот-Тур Центр».
В 2008 году предприниматель Владимир Лисин приобрел 80 % акций материнской компании Volgo-Balt Transport Holding (VBTH), которая вошла в состав его транспортного холдинга Universal Cargo Logistics Holding (UCL Holding).
В 2011 году была произведена реорганизация UCL Holding: ООО «Волга-Флот-Тур» и ООО «Водоходъ-Санкт-Петербург» были присоединены к ООО «Водоходъ». В 2011—2012 годах весь круизный флот Волжского пароходства перешёл в собственность ООО «Водоходъ», благодаря чему туристический оператор речных круизов стал крупнейшей судоходной компанией России, осуществляющей речные круизные перевозки пассажиров.
В 2017 произошло разделения активов VBTH между собственниками. Владимир Лисин консолидировал 100 % акций холдинга, передав в обмен миноритариям, Ришату Багаутдинову и Владимиру Касьяненко, компанию ООО «ВодоходЪ». С этого момента «Водоходъ» расширяет географию круизных маршрутов на теплоходах и пассажирских перевозок малым водным транспортом, планомерно занимается переоборудованием и модернизацией теплоходов, строительством судов нового поколения, внедрением в речную отрасль инновационных технологий. На 2023 год штат компании насчитывает около 3000 человек.
В 2017 году по заказу компании «Водоходъ» на заводе «Красное Сормово» был заложен теплоход класса «река-море» проекта PV300, разработанного компанией «Морское инженерное бюро — СПб», в рамках ФЦП «Развитие гражданской морской техники». Это первое пассажирское судно, построенное на российской верфи за 60 лет. Четырёхпалубный лайнер был спущен на воду 11 сентября 2019 года и получил название «Мустай Карим». Судно рассчитано на 342 пассажира. Первых пассажиров «Мустай Карим» принял на борт в 2020 году.
В 2019 года реконструированный под люксовый отель четырёхпалубный теплоход «Максим Горький» был переправлен на Енисей для организации экспедиционных круизов от Красноярска до Дудинки.
10 февраля 2022 года на лёд Байкала было спущено экспедиционное судно на воздушной подушке (СВП) «Бирюса», построенное на ООО «Судоверфь Парящие машины» (ПарМа) в Ленинградской области по заказу компании «Водоходъ» для круглогодичной работы с туристами на Байкале.
«Водоходъ» реализует несколько проектов по развитию речного флота на электрической тяге и внедряет систему экологичных пассажирских перевозок. 29 сентября 2022 года в Красноярск прибыл первый пассажирский катамаран компании на электродвижении «ЭкоходЪ» для регулярных пассажирских перевозок и туристических прогулок по реке Енисей. Двухпалубный катамаран был построен для региона по заказу дочерней компании АО «Водоходъ. Пассажирский Порт» на верфи судостроительной компании «Эмпериум» в Ленинградской области (входит в АО «Ситроникс»).
С 2023 года АО «Водоходъ. Пассажирский Порт» в рамках 15-летнего контракта с ГКУ «Организатор перевозок» города Москвы организует на электросудах круглогодичные пассажирские перевозки по Москве-реке.

## Деятельность
Компания «Водоходъ» совместно с аффилированными предприятиями АО «Водоходъ. Пассажирский Порт» и ООО «Водоходъ экспресс» занимается туристическими и пассажирскими перевозками водным транспортом (лицензия Минтранса МР-2 № 000040), разрабатывает и реализует речные, морские, экспедиционные круизы и прогулки (реестровый номер туроператора РТО 002057). По собственным данным, компания ежегодно обслуживает около 120 тысяч туристов, отдыхающих в круизах, и перевозит около 340 тысяч пассажиров прогулочным и скоростным флотом.
| График не отображается по техническим причинам. Чтобы исправить это, воспроизведите график в новом формате, если это возможно. |
| Основной источник : [ 32 ] |

## Флот компании
Флот компании «Водоходъ» и дочерних предприятий на конец 2022 года насчитывает:
- 26 круизных теплоходов[33];
- 8 скоростных пассажирских судов: 5 судов на подводных крыльях (СПК) «Метеор», 1 судно на подводных крыльях «Комета», 1 пассажирский скоростной катамаран «Грифон», 1 судно на воздушной подушке (СВП) «Бирюса»;
- 5 прогулочных теплоходов: 4 судна класса «Москва»/«Нева», 1 пассажирский катамаран на электрическом двигателе «ЭкоходЪ»[34].

Суда «Водоходъ» ходят под российским флагом, находятся в собственности компании с портами приписки в Москве, Санкт-Петербурге, Нижнем Новгороде и Туапсе:
| Проект                  | Название                               | Фото | Год постройки, примечания |
| ----------------------- | -------------------------------------- | ---- | --- |
| Проект PV300            | «Мустай Карим»                         |      | 2017 |
| Тип «Валериан Куйбышев» | Валериан Куйбышев (не эксплуатируется) |      | 1976 |
| Тип «Валериан Куйбышев» | Фёдор Шаляпин (не эксплуатируется)     |      | 1977, ранее Климент Ворошилов |
| Тип «Валериан Куйбышев» | Феликс Дзержинский                     |      | 1978 |
| Тип «Валериан Куйбышев» | Сергей Кучкин                          |      | 1979, ранее Георгий Димитров |
| Тип «Валериан Куйбышев» | Михаил Фрунзе                          |      | 1980 |
| Тип «Валериан Куйбышев» | Мстислав Ростропович                   |      | 1981, ранее «Михаил Калинин», горел 3—4 ноября 2007 года во время плановых доковых ремонтных работ на территории СРЗ в посёлке Октябрьский в Борском районе Нижегородской области |
| Тип «Валериан Куйбышев» | Александр Суворов                      |      | 1981 |
| Тип «Валериан Куйбышев» | Семён Будённый                         |      | 1981 |
| Тип «Валериан Куйбышев» | Георгий Жуков                          |      | 1983, экипаж 100—110 чел. |
| Тип «Владимир Ильич»    | Санкт-Петербург                        |      | Апрель 1975, до декабря 1992 года назывался Владимир Ильич |
| Тип «Владимир Ильич»    | Константин Коротков                    |      | Июль 1976 |
| Тип «Владимир Ильич»    | Нижний Новгород                        |      | Сентябрь 1977 |
| Тип «Владимир Ильич»    | Кронштадт                              |      | Август 1979, до декабря 1992 года назывался Александр Ульянов |
| Тип «Владимир Ильич»    | Константин Федин                       |      | Апрель 1980 |
| Тип «Владимир Ильич»    | Виссарион Белинский                    |      | Ноябрь 1980 |
| Тип «Владимир Ильич»    | Николай Чернышевский                   |      | Август 1981 |
| Тип «Владимир Ильич»    | Александр Радищев                      |      | Май 1982 |
| Тип «Дмитрий Фурманов»  | Константин Симонов                     |      | Сентябрь 1984 |
| Тип «Дмитрий Фурманов»  | Леонид Соболев                         |      | Апрель 1985 |
| Тип «Дмитрий Фурманов»  | Зосима Шашков                          |      | Июль 1986 |
| Тип «Дмитрий Фурманов»  | Русь                                   |      | Май 1987 |
| Тип «Дмитрий Фурманов»  | Ленин                                  |      | Июнь 1987 |
| Тип «Дмитрий Фурманов»  | Георгий Чичерин                        |      | Октябрь 1988, экипаж 102—110 чел. |
| Тип «Дмитрий Фурманов»  | Юрий Андропов                          |      | Февраль 1986 |
| Тип «Антон Чехов»       | Лев Толстой                            |      | Май 1979 |
| Тип «Максим Горький»    | Максим Горький                         |      | Апрель 1974 |
| Тип «Максим Горький»    | Александр Пушкин                       |      | Октябрь 1974 |

### Прогулочный и скоростной флот

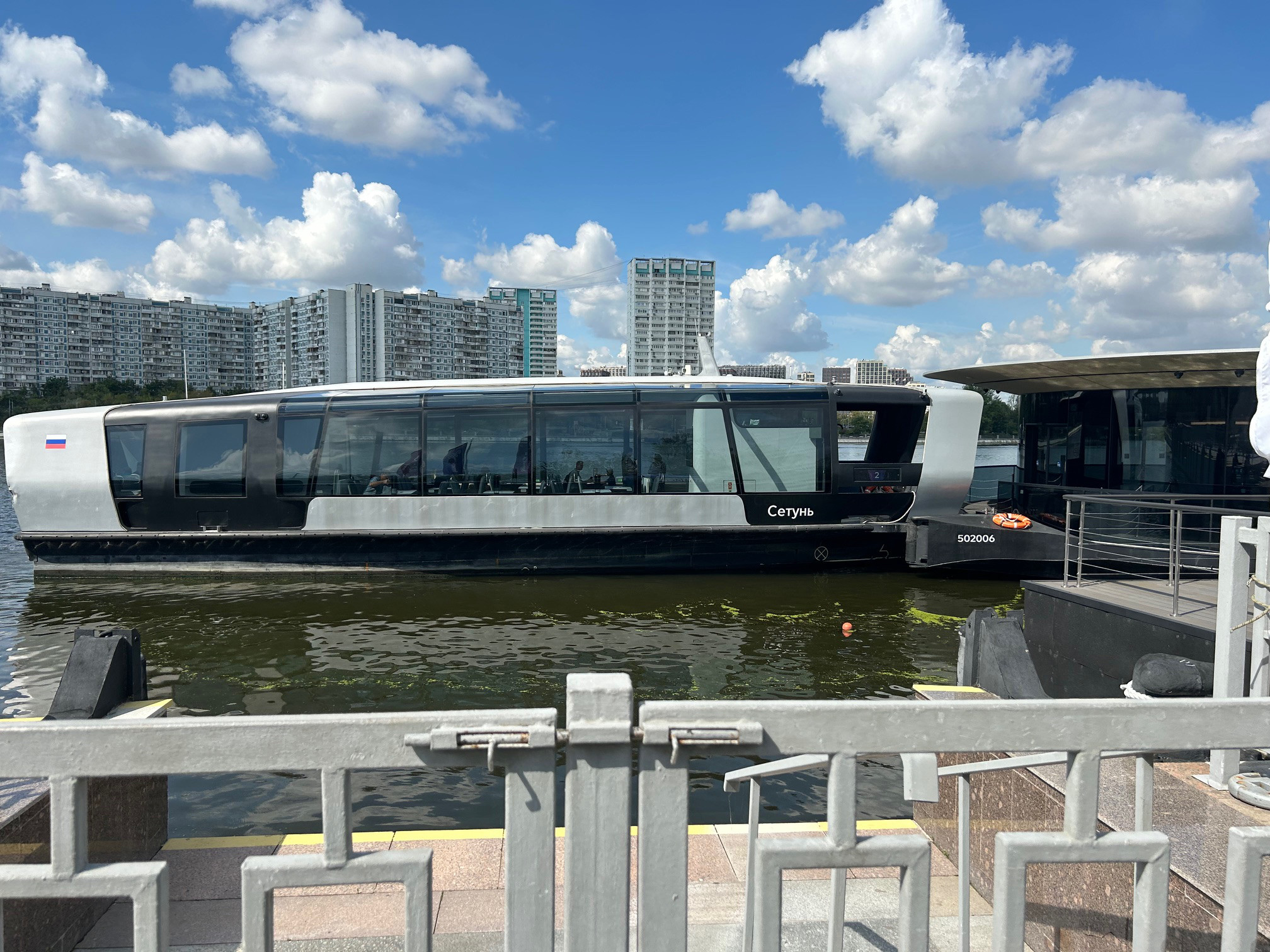
Электросудно «Сетунь» (проект ТФРП.401) в Москве, 2024 год

- Пассажирский катамаран на электрическом двигателе «ЭкоходЪ»
- Судно на воздушной подушке «Бирюса»
- Судно на подводных крыльях «Комета»
- Пассажирский скоростной катамаран «Грифон»
- Судно на подводных крыльях «Метеор-185»
- Судно на подводных крыльях «Метеор-209»
- Судно на подводных крыльях «Метеор-237»
- Судно на подводных крыльях «Метеор-238»
- Судно на подводных крыльях «Метеор-247»
- Прогулочный теплоход «Москва-198»
- Прогулочный теплоход «Москва-143»
- Прогулочный теплоход «Москва-59»
- Прогулочный теплоход «Нева-4»
- Электросуда проекта проекта ТФРП.401 (речные автобусы)

## Собственники и руководство
Совладельцами компании являются Ришат Багаутдинов и Владимир Касьяненко.
- Генеральный директор компании — Ришат Багаутдинов[41].
- Председатель Совета директоров — Виктор Олерский[42].

Головной офис компании находится в Москве.

## Членство
- Член Ассоциации туроператоров России (АТОР).
- Член Российского Союза туриндустрии (РСТ).
- Член Ассоциации «Объединение туроператоров в сфере выездного туризма „Турпомощь“».
- Член Союза «Российская палата судоходства» (РПС).

## Награды
В 2021, 2022 и 2023 годах компания «Водоходъ» становилась лауреатом конкурса «Лидер отрасли», ежегодно проводимого Федеральным агентством морского и речного транспорта (Росморречфлот). В конкурсе компания одерживала победы в номинации «Судоходная компания, осуществляющая речные перевозки пассажиров (круизные)».